# Sanoma
Sanoma Corporation es una empresa de comunicación y edición de Finlandia, la mayor empresa de medios de comunicación de los países nórdicos. Su estructura actual procede de 1999, cuando se fusionaron las empresas finlandesas Sanoma Corporation, Helsinki Medía Company y WSOY. La nueva empresa tenía intereses en una docena de países europeos. La empresa posee editoras de revistas, emisoras y canales de radio y televisión, portales y páginas de internet. El grupo posee 5 divisiones: edición, entretenimiento, noticias, comercio y educación.

## Historia
En octubre de 2007, la Comisión Europea autorizó a los editoras Mondadori y Sanoma a crear una empresa conjunta, denominada Mondadori Independent Media LLC, para publicación y distribución de revistas en Rusia, tras un estudio negativo de su impacto sobre la competencia en el Espacio Económico Europeo.
En octubre de 2020, Sanoma adquirió al Grupo Prisa la empresa editora Santillana España por 465 millones de euros. Prisa buscaba refinanciar su importante deuda y ganar plusvalías por valor de 385 millones. El importe de la venta se pagó en efectivo, una vez descontada la deuda neta a fecha de 30 de junio. Según informó el grupo a la Comisión Nacional del Mercado de Valores (CNMV), se estimaba esa deuda en 53 millones de euros.

## Divisiones de la empresa
- Sanoma Magazines: editora de revistas
- Sanoma News: periódicos impresos
- Sanoma Learning & Literature: libros educativos
- Sanoma Entertainment: televisión, radio y servicios de juegos on-line
- Sanoma Trade: distribución de libros y periódicos

La empresa cotiza en la bolsa de valores de Helsinki. La familia finlandesa Erkko es la mayor accionista de la compañía, con el 23,02% de las acciones en 2019.